# Rio (Wisconsin)
Rio – wieś w Stanach Zjednoczonych, w stanie Wisconsin, w hrabstwie Columbia.